# Primera División de Santa Lucía 2023
La Primera División de Santa Lucía 2023 fue la edición número 32 de la Primera División de Santa Lucía.

## Equipos participantes
| Pos. | Equipo                    |
| ---- | ------------------------- |
| 1    | 1987 All Stars SCC        |
| 2    | B1 FC                     |
| 3    | BAYS FC                   |
| 4    | El Niños FC               |
| 5    | GMC United FC             |
| 6    | Monchy United FC          |
| 7    | Northern United All Stars |
| 8    | Victory Eagles SC         |
| 9    | Platinum FC               |
| 10   | Uptown Rebels SC          |

## Tabla de posiciones
Actualizado el 16 de junio del 2024.
| Pos. | Equipo                    | PJ | PG | PE | PP | GF | GC | DG  | Pts. | Clasificado a                                 |
| ---- | ------------------------- | -- | -- | -- | -- | -- | -- | --- | ---- | --------------------------------------------- |
| 1    | BAYS FC                   | 9  | 8  | 0  | 1  | 17 | 8  | +9  | 24   | Campeón y CONCACAF Caribbean Club Shield 2024 |
| 2    | Monchy United FC          | 9  | 7  | 0  | 2  | 24 | 15 | +9  | 21   |                                               |
| 3    | Victory Eagles SC         | 9  | 5  | 1  | 3  | 17 | 10 | +7  | 16   |                                               |
| 4    | Platinum FC               | 9  | 5  | 1  | 3  | 13 | 10 | +3  | 16   |                                               |
| 5    | El Niños FC               | 9  | 4  | 1  | 4  | 24 | 21 | +3  | 13   |                                               |
| 6    | Uptown Rebels SC          | 9  | 3  | 1  | 5  | 6  | 9  | -3  | 10   |                                               |
| 7    | Northern United All Stars | 9  | 3  | 1  | 5  | 8  | 14 | -6  | 10   |                                               |
| 8    | GMC United FC             | 9  | 2  | 3  | 4  | 14 | 17 | -3  | 9    |                                               |
| 9    | B1 FC                     | 9  | 2  | 2  | 5  | 16 | 21 | -5  | 8    | Segunda División de Santa Lucía 2024          |
| 10   | 1987 All Stars SCC        | 9  | 0  | 2  | 7  | 2  | 16 | -14 | 2    | Segunda División de Santa Lucía 2024          |